# 멧돼지 사냥 (루벤스)
〈멧돼지 사냥〉(영어: The Wild Boar Hunt)은 1615년~1616년경에 페테르 파울 루벤스가 캔버스에 그린 유화로, 현재 마르세유 미술관에 소장되어 있다. 이 작품은 레오나르도 다 빈치의 〈앙기아리 전투〉의 구성을 재현했다.

## 관련 작품

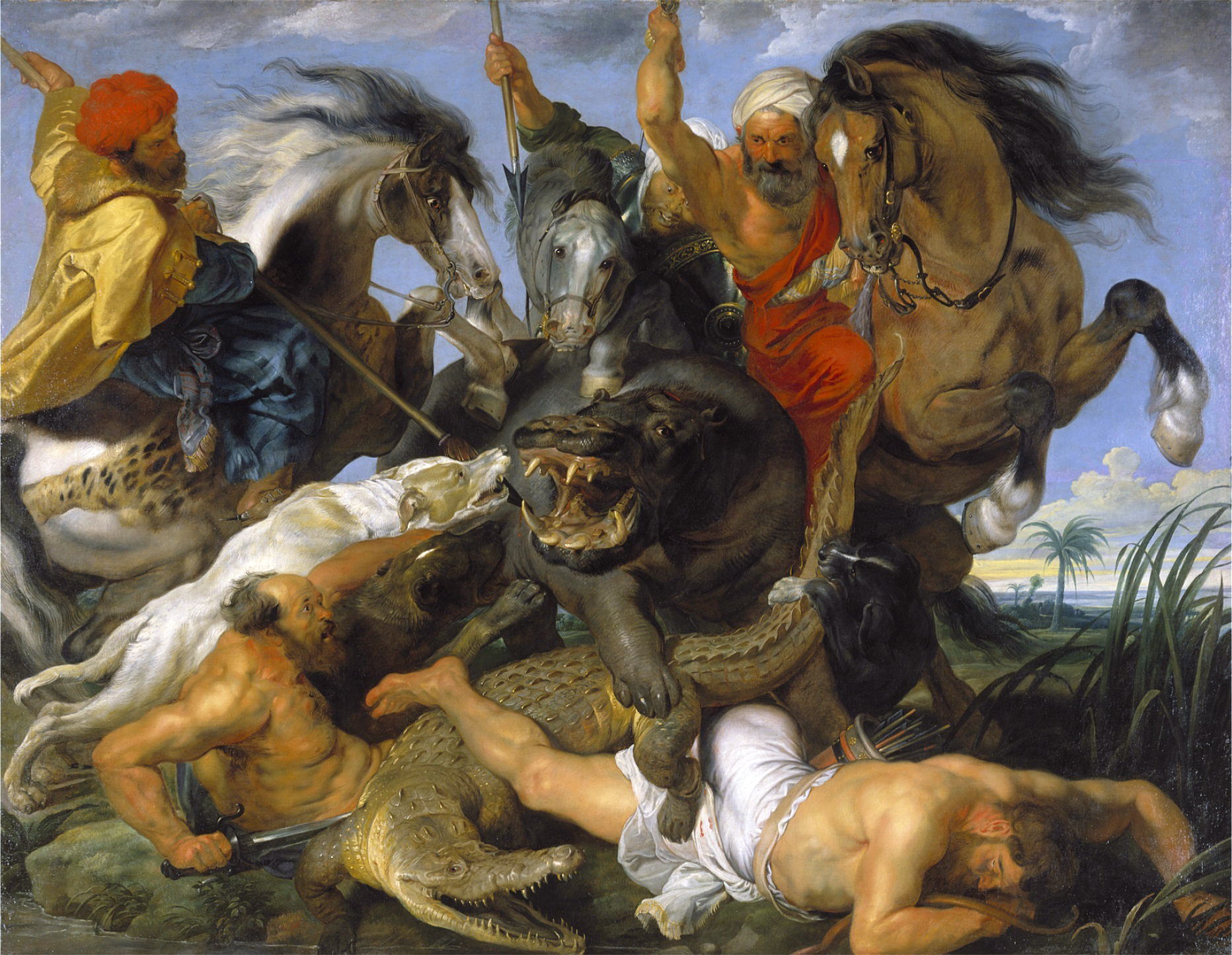
〈하마와 악어 사냥〉, 1615년~1616년
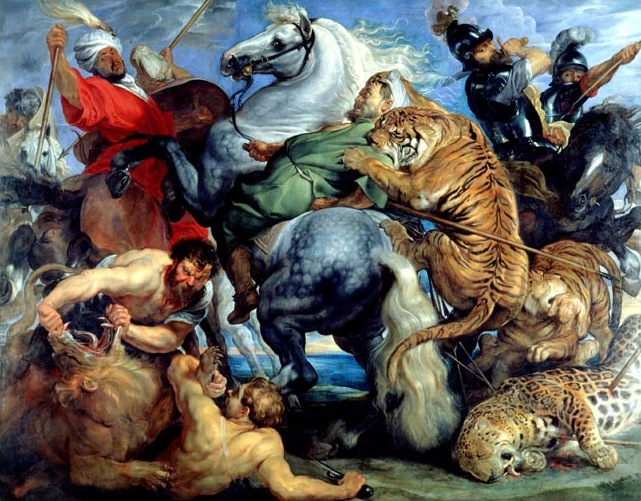
〈호랑이 사냥〉, 1615년~1616년
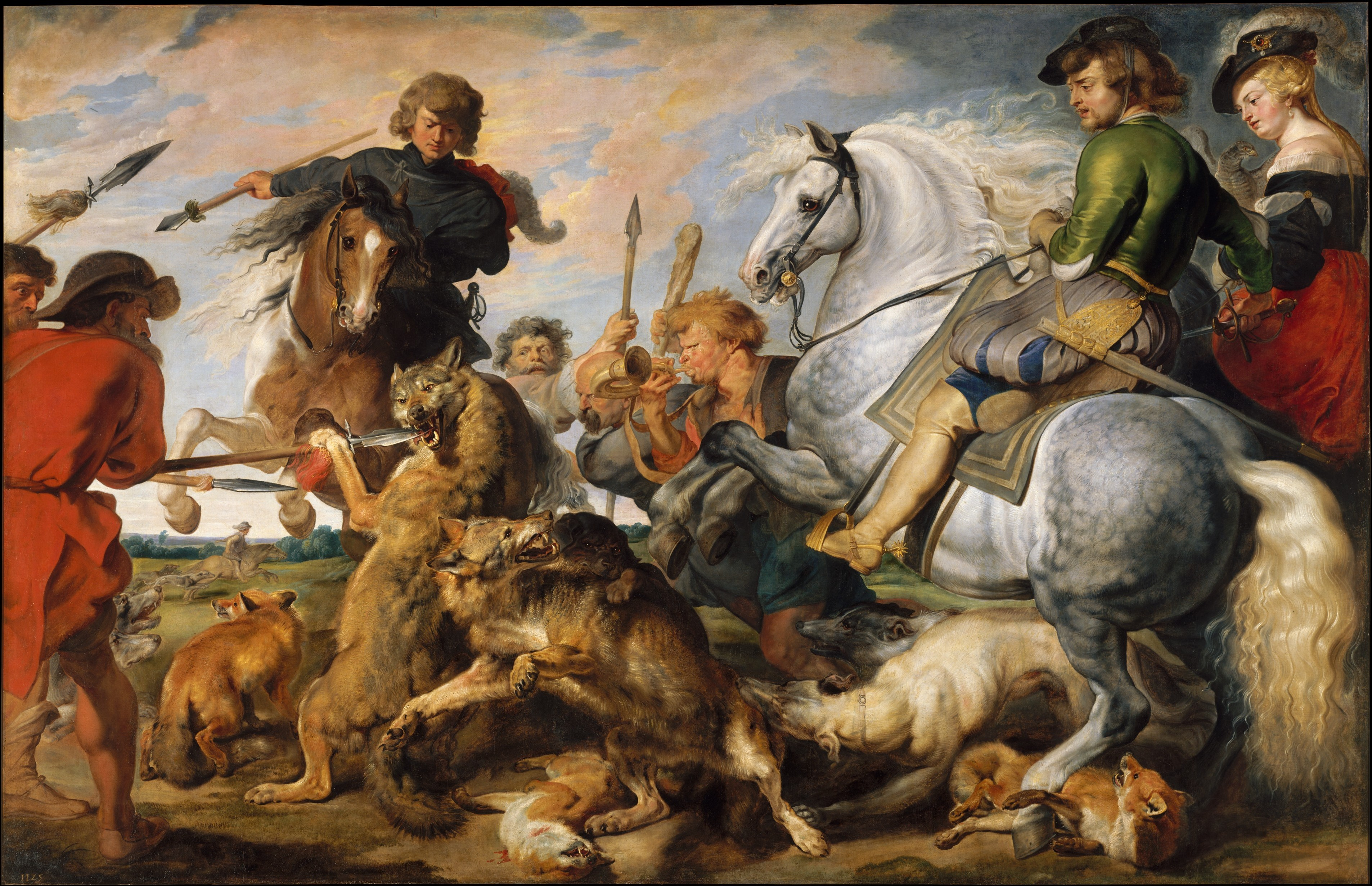
〈늑대와 여우 사냥〉, 1616년경
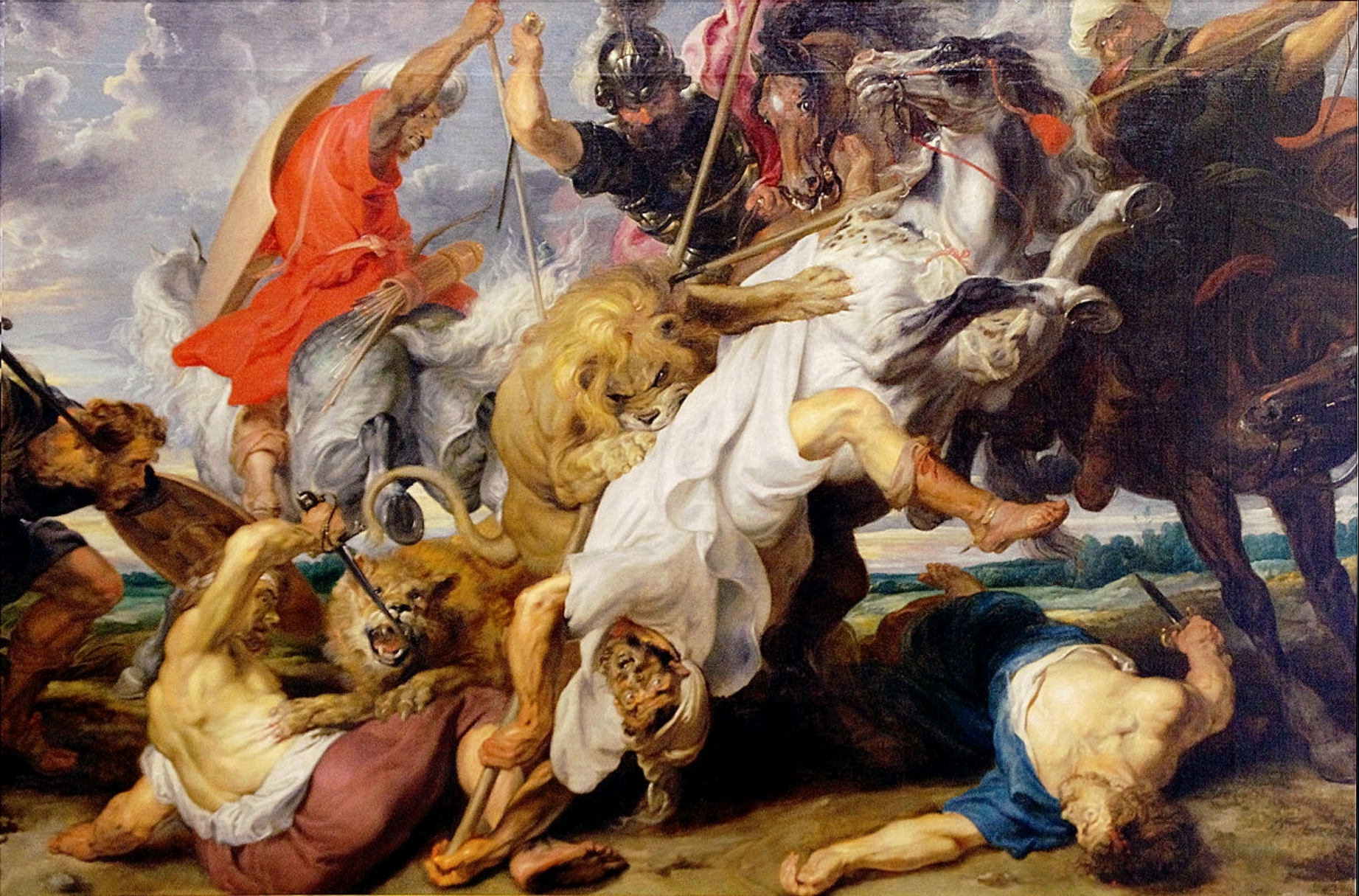
〈사자 사냥〉, 1621년